# Donald N. Wilber
Donald Newton Wilber (né le 14 novembre 1907 dans le Wisconsin et mort le 2 février 1997 à Princeton, New Jersey), était un écrivain et espion américain.
Wilber fut le principal architecte de la CIA autour de l'opération Ajax, un complot visant à renverser le gouvernement du Premier Ministre Iranien Mohammad Mossadegh. À la suite des événements déclenchés par la mise en marche de l'opération Ajax (16 - 19 août 1953), Fazlollah Zahedi devint Premier Ministre ; après que celui-ci quitte lui-même le gouvernement (avril 1955), le pouvoir se concentra dans les mains du chah Mohammad Reza Pahlavi, et ce jusqu'à la révolution Iranienne. Le chah et Wilber se rencontrèrent à plusieurs reprises, notamment lors des fêtes de Persépolis.
Wilber servit comme officier de renseignement des États-Unis avec le Bureau des Services Stratégiques (OSS), et fut un protagoniste des luttes de pouvoir des nations, en particulier au cours de la rivalité entre les États-Unis et l'Union Soviétique en Iran après la Seconde Guerre Mondiale.
En plus d'avoir orchestré le coup d'état en Iran, lors de son temps libre, Wilber écrivit des histoires, des récits de voyage et des commentaires sur l'Iran, l'Afghanistan et le Sri Lanka. Il est considéré comme une autorité concernant la Perse ancienne.

## Jeunesse
Wilber étudia l'antique et moderne Moyen-Orient. Il a obtenu son A. B. (1929), M. F. A., et un doctorat (1949) de l'Université de Princeton, où il fut le premier étudiant à recevoir un doctorat en histoire de l'architecture.[réf. nécessaire]
En 1939, Wilber épousa Margaret Patterson Surre; ils eurent deux filles, Sara Wilber Cohen et Margaret Newton Wilber.
Son livre l'Iran Passé et Présent, a été publié en neuf éditions. Wilber collectionnait les tapis orientaux, et a été président de la Société de Tapis de Princeton pendant de nombreuses années. Il a passé quarante ans de sa vie dans le Moyen-Orient.
Son mémoire, qui raconte partiellement son rôle dans le coup d'état, s'intitule Adventures in the Middle East and Iran, Past and Present and Iran Past (Aventures au Moyen-Orient et en l'Iran, le Passé et le Présent du passé de l'Iran).

### Complot de la CIA
Wilber est le principal concepteur, du côté américain, du complot britannico-américain connu sous le nom de TP AJAX, ou opération Ajax. Dans les faits, il ne se rendit cependant pas en Iran, l'application du plan étant suprvisé par Kermit Roosevelt Jr.

## Publications
Wilber est l'auteur de nombreux articles et livres, y compris:
- L'Architecture Islamique de l'Iran et de Turan: La Période Timouride (avec Lisa Golombek, Princeton University Press, 2 voll.)
- L'Iran Passé et Présent (Princeton University Press)
- L'Architecture de l'Iran Islamique: Le Ilème période Khanid (Princeton University Press)
- Des Jardins persans et les Pavillons de Jardin (Dumbarton Oaks)
- Pakistan Hier et d'aujourd'hui (Holt, Rinehart et Winston)
- Persépolis : l'Archéologie de La Parsa, Siège des Rois perses (Darwin Press, Inc.)
- La Terre et les Gens de Ceylan (J. B. Lippincott Company)
- L'Iran Contemporain (Frederick A. Praeger)
- Aventures au Moyen-Orient: des Excursions et des Incursions (Darwin Press, Inc.)
- Riza Shah Pahlevi : The resurrection and the reconstruction of Iran (1878-1944) (Mazda Publishers, 1976)